# Asenapina
Asenapina – organiczny związek chemiczny z grupy dibenzooksepinopiroli. Stosowana jako lek przeciwpsychotyczny. Strukturalnie zbliżona do mianseryny, leku przeciwdepresyjnego.

## Otrzymywanie
Synteza asenapiny i jej analogów opisana została w roku 1977 przez W.J. van der Burga. W procedurze tej związkiem wyjściowym jest chlorek (5-chloro-2-fenoksyfenylo)acetylu, czyli pochodna eteru difenylowego zawierająca podstawnik chlorowy w pozycji para oraz – w tym samym pierścieniu – resztę chlorku acetylu w pozycji orto w stosunku do grupy eterowej:
Produkt końcowy na schemacie jest jednym z mieszaniny stereoizomerów powstającej podczas finalnej niestereoselektywnej redukcji. Izomery cis i trans (każdy w formie mieszaniny dwóch epimerów) można rozdzielić chromatograficznie.

## Mechanizm działania
Asenapina ma złożony mechanizm działania. Jest antagonistą receptorów dopaminergicznych D2 i receptorów serotoninergicznych 5-HT2A. Wykazuje powinowactwo do szeregu innych receptorów. Jest częściowym agonistą receptorów 5-HT1A. Ma silne działanie antagonistyczne wobec receptorów adrenergicznych α2. Asenapina nie ma znaczącego powinowactwa do receptorów muskarynowych, dzięki czemu ma niewielki potencjał antycholinergiczny.
Profil receptorowy asenapiny:

- 5-HT1A (Ki = 2,5 nM)
- 5-HT1B (Ki = 4,0 nM)
- 5-HT2A (Ki = 0,06 nM)
- 5-HT2B (Ki = 0,16 nM)
- 5-HT2C (Ki = 0,03 nM)
- 5-HT5A (Ki = 1,6 nM)
- 5-HT6 (Ki = 0,25 nM)
- 5-HT7 (Ki = 0,13 nM)
- M1 (Ki = 8128 nM)
- D1 (Ki = 1,4 nM)
- D2 (Ki = 1,3 nM)
- D3 (Ki = 0,42 nM)
- D4 (Ki = 1,1 nM)
- α1 (Ki = 1,2 nM)
- α2A (Ki = 1,2 nM)
- α2B (Ki = 0,32 nM)
- α2C (Ki = 1,2 nM)
- H1 (Ki = 1,0 nM)
- H2 (Ki = 6,2 nM)

## Farmakokinetyka
Metabolizm zachodzi w wątrobie. Asenapina jest sprzęgana z kwasem glukuronowym przy udziale transferazy glukoronylowej (UGT1A4) i następnie podlega utlenieniu przy udziale izoenzymu cytochromu P450 1A2 (CYP1A2), w mniejszym stopniu 3A4 (CYP3A4) i 2D6 (CYP2D6).

## Interakcje
Asenapina jest słabym inhibitorem izoenzymu CYP2D6.

## Działania niepożądane
Najczęstszymi działaniami niepożądanymi są niepokój i senność. Często (1–10%) występują przyrost masy ciała, zwiększony apetyt, objawy pozapiramidowe, zawroty głowy, zaburzenia smaku, niedoczulica w obrębie jamy ustnej, podwyższenie poziomu aminotransferazy alaninowej i uczucie zmęczenia.

## Wskazania
W Stanach Zjednoczonych wskazania do stosowania leku zatwierdzone przez FDA obejmują leczenie objawów w zaostrzeniu schizofrenii i leczenie epizodów maniakalnych lub mieszanych w przebiegu zaburzenia afektywnego dwubiegunowego typu I.
W Australii zatwierdzone wskazania do farmakoterapii asenapiną obejmują schizofrenię, leczenie epizodów maniakalnych lub mieszanych w zaburzeniu afektywnym dwubiegunowym (do pół roku) i leczenie podtrzymujące w zaburzeniu afektywnym dwubiegunowym typu I (w monoterapii).
W krajach Unii Europejskiej asenapina jest wskazana w leczeniu epizodów maniakalnych w przebiegu zaburzeń afektywnych dwubiegunowych typu I u osób dorosłych.

## Dawkowanie i preparaty
Lek stosowany jest w postaci tabletek podjęzykowych, zawierających 5 lub 10 mg asenapiny w postaci maleinianu.
Preparaty handlowe:
- Saphris (MSD) – Australia, USA, Chiny, Japonia
- Sycrest (Organon/Lundbeck) – UE, Wielka Brytania